# 矮狐尾藻
矮狐尾藻（学名：Myriophyllum humile）为小二仙草科狐尾藻属下的一个种。

## 扩展阅读
維基物種上的相關：矮狐尾藻